# Sandra Neilson
Sandra Neilson (Burbank, 20 de marzo de 1956) es una nadadora estadounidense retirada especializada en pruebas de estilo libre, donde consiguió ser campeona olímpica en 1972 en los 100 metros y 4 x 100 metros.

## Carrera deportiva
En los Juegos Olímpicos de Múnich 1972 ganó tres medallas de oro: en 100 metros libre —con un tiempo de 58.59 segundos que fue récord olímpico— en 4 x 100 metros libre —por delante de Alemania del Este y Alemania del Oeste— y en 4 x 100 metros estilos, por delante de nuevo de Alemania del Este y Alemania del Oeste.
Y en el Juegos Panamericanos de 1971 celebrado en Cali, Colombia, ganó dos oros —100 metros libre y 4 x 100 metros libre— y plata en 4 x 100 metros estilos.